# Символы президента России

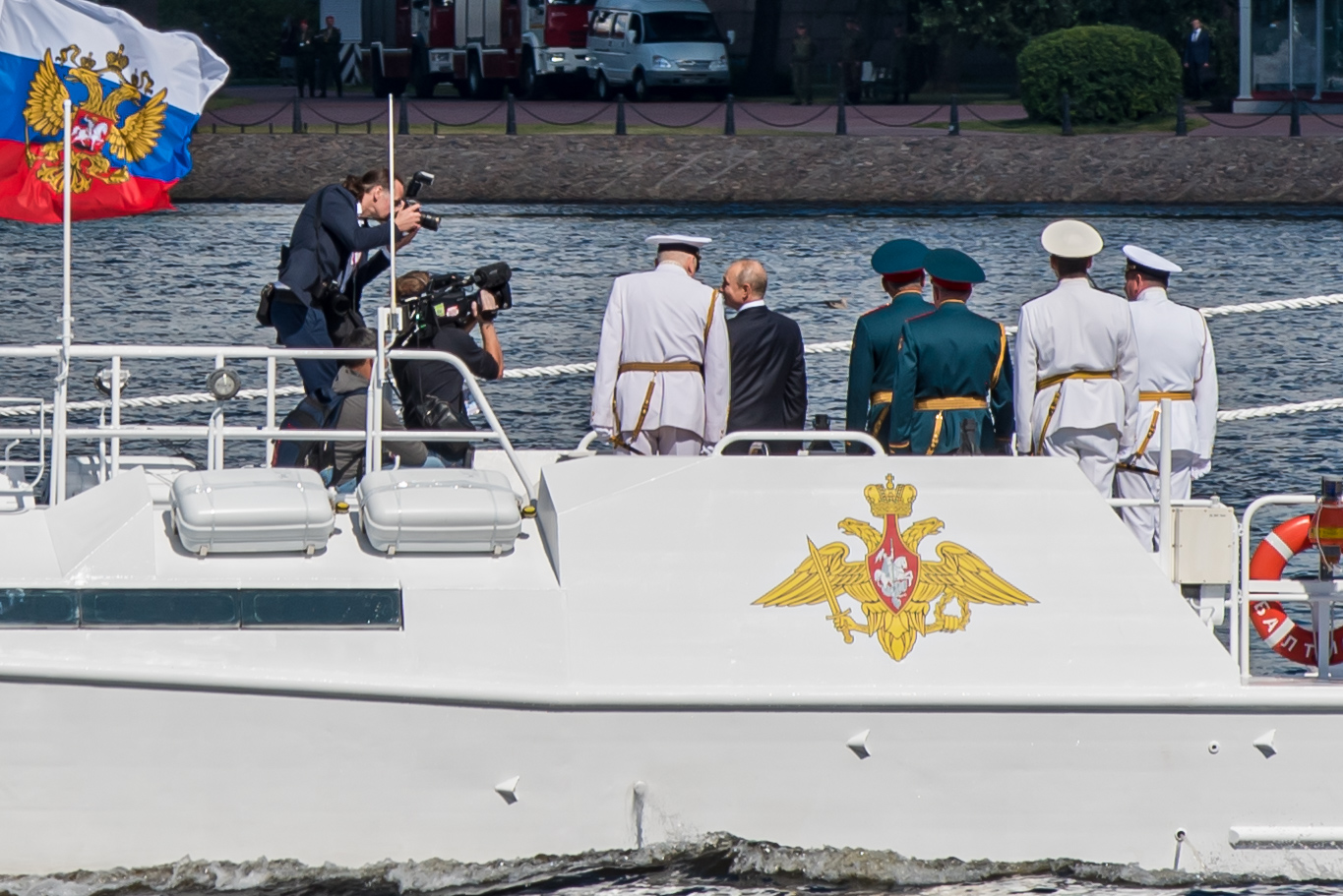
Президентский штандарт на катере во время парада, Санкт-Петербург, 2020 год.

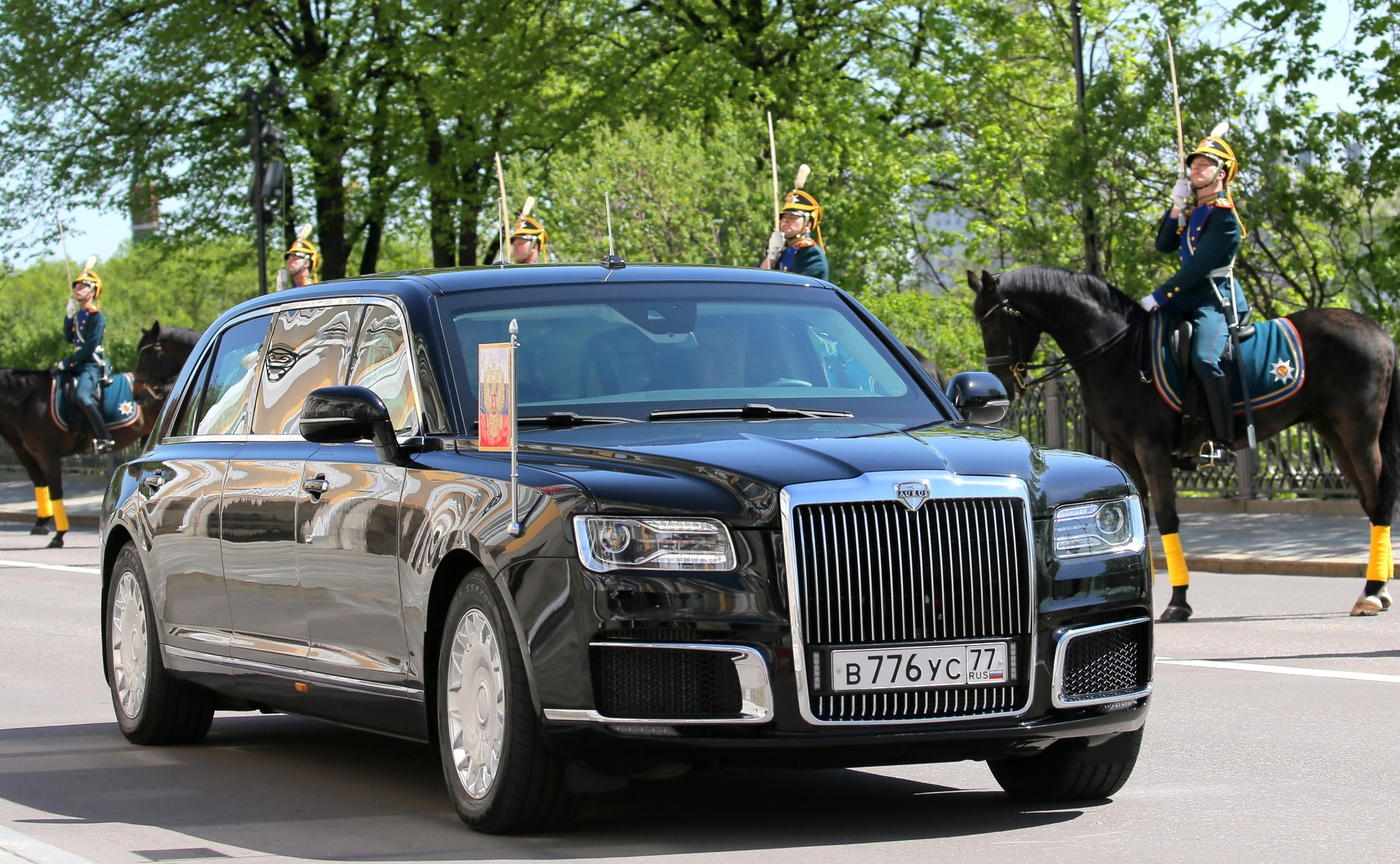
Копия штандарта президента на Aurus Senat Limousine (41231SB).

Символы президентской власти — предметы, которые являются официальными символами власти президента Российской Федерации.
Символы президентской власти используются во время инаугурации и в повседневной жизни. Символами власти президента Российской Федерации сейчас являются:
- Штандарт (флаг) Президента Российской Федерации;
- Знак президента Российской Федерации.

Штандарт и знак президента передаются вновь избранному президенту во время процедуры вступления в должность после принесения присяги на специальном экземпляре Конституции.

## История
Статьёй 7 закона РСФСР от 27 июня 1991 года «О вступлении в должность Президента РСФСР» определялось, что президент РСФСР имеет круглую печать с изображением герба РСФСР и надписью «Президент Российской Советской Федеративной Социалистической Республики»; в статье 9 того же закона указывалось, что в месте официального пребывания президента РСФСР и вице-президента РСФСР поднимается Государственный флаг Российской Советской Федеративной Социалистической Республики. При этом каких-либо специальных указаний, что это символы президентской власти, не было.
После отмены данного закона указами президента постепенно были утверждены официальные символы Президента Российской Федерации. В последующем, один из них (специальный экземпляр конституции) был лишён этого статуса.
Во время инаугурации 10 июля 1991 года использовался особый штандарт, представлявший собой окаймлённое золотой бахромой красное полотнище, в центре которого располагался герб РСФСР, а над гербом — аббревиатура названия республики, выполненная золотыми буквами. Официально данный штандарт утверждён не был.

## Штандарт президента Российской Федерации

Штандарт президента Российской Федерации

Штандарт (флаг) президента Российской Федерации — символ (до 5 августа 1996 года — «главный символ») президентской власти в Российской Федерации. Установлен указом президента России № 319 от 15 февраля 1994 года «О штандарте (флаге) президента Российской Федерации». Автор дизайна штандарта — художник Евгений Ухналёв.
Штандарт президента Российской Федерации представляет собой квадратное полотнище из трёх равновеликих горизонтальных полос: верхней — белого, средней — синего и нижней — красного цвета (цвета Государственного флага Российской Федерации). В центре — золотое изображение Государственного герба Российской Федерации. Полотнище окаймлено золотой бахромой.
На древке штандарта крепится серебряная скоба с выгравированными фамилией, именем и отчеством Президента Российской Федерации и датами его пребывания на высшей должности. Древко штандарта увенчано металлическим навершием в виде копья.
Местонахождением оригинала штандарта является служебный кабинет в резиденции президента Российской Федерации в столице Российской Федерации — городе Москве (Сенатский дворец Московского кремля). При вступлении в должность вновь избранного президента Российской Федерации оригинал штандарта располагается рядом с главой государства.
Дубликат полотна штандарта поднимается на флагштоке над резиденцией президента Российской Федерации в Москве, над другими резиденциями во время пребывания президента Российской Федерации в них, устанавливается и поднимается на транспортных средствах президента Российской Федерации.

## Знак президента Российской Федерации
Знак президента Российской Федерации — символ президентской власти в России. Состоит из знака и цепи знака.
Установлен указом президента России № 1138 от 5 августа 1996 года. Описание символа дано указом президента Российской Федерации от 27 июля 1999 года № 906 «Об утверждении описания символа президентской власти — Знака президента Российской Федерации».
Не является государственной наградой, но хранится при наградах при Георгиевском зале Большого Кремлёвского дворца.
Знак является символической копией ордена «За заслуги перед Отечеством» I степени и представляет собой золотой равноконечный крест с расширяющимися концами, с лицевой стороны покрытый рубиновой эмалью. Расстояние между концами креста — 60 мм. По краям креста — узкий выпуклый рант. На лицевой стороне креста в центре — накладное изображение Государственного герба Российской Федерации. На оборотной стороне креста посередине — круглый медальон, по окружности которого — девиз: «Польза, честь и слава». В центре медальона — дата изготовления — 1994 год. В нижней части медальона — изображение лавровых ветвей. Знак при помощи венка из лавровых ветвей соединяется с цепью знака.
Цепь знака из золота, серебра и эмали состоит из 17 звеньев, 9 из которых — в виде изображения Государственного герба Российской Федерации, 8 — в виде круглых розеток с девизом: «Польза, честь и слава». На оборотной стороне звеньев цепи знака помещаются накладки, покрытые белой эмалью, на которых золотыми буквами выгравированы фамилия, имя, отчество каждого президента Российской Федерации и год его вступления в должность (если президент был избран на два срока, то соответственно гравируются два звена).
Использование Знака президента Российской Федерации определяется нормами государственного протокола. Один раз Знак президента был возложен на плечи Бориса Ельцина в момент вступления его в должность президента в 1996 году председателем Совета Федерации Егором Строевым. 31 декабря 1999 года Б. Н. Ельцин возложил знак на плечи Владимиру Путину у себя в кабинете, когда передавал ему дела после своей отставки. В остальных случаях Знак президента присутствовал на церемонии по левую руку от трибуны, за которой президент приносит присягу. Если церемония сопровождается передачей власти, уходящий президент в своей речи в том числе говорит о передаче Знака, как символа власти.
Позже был принят и Специальный знак президента России.

## Специальный экземпляр Конституции Российской Федерации

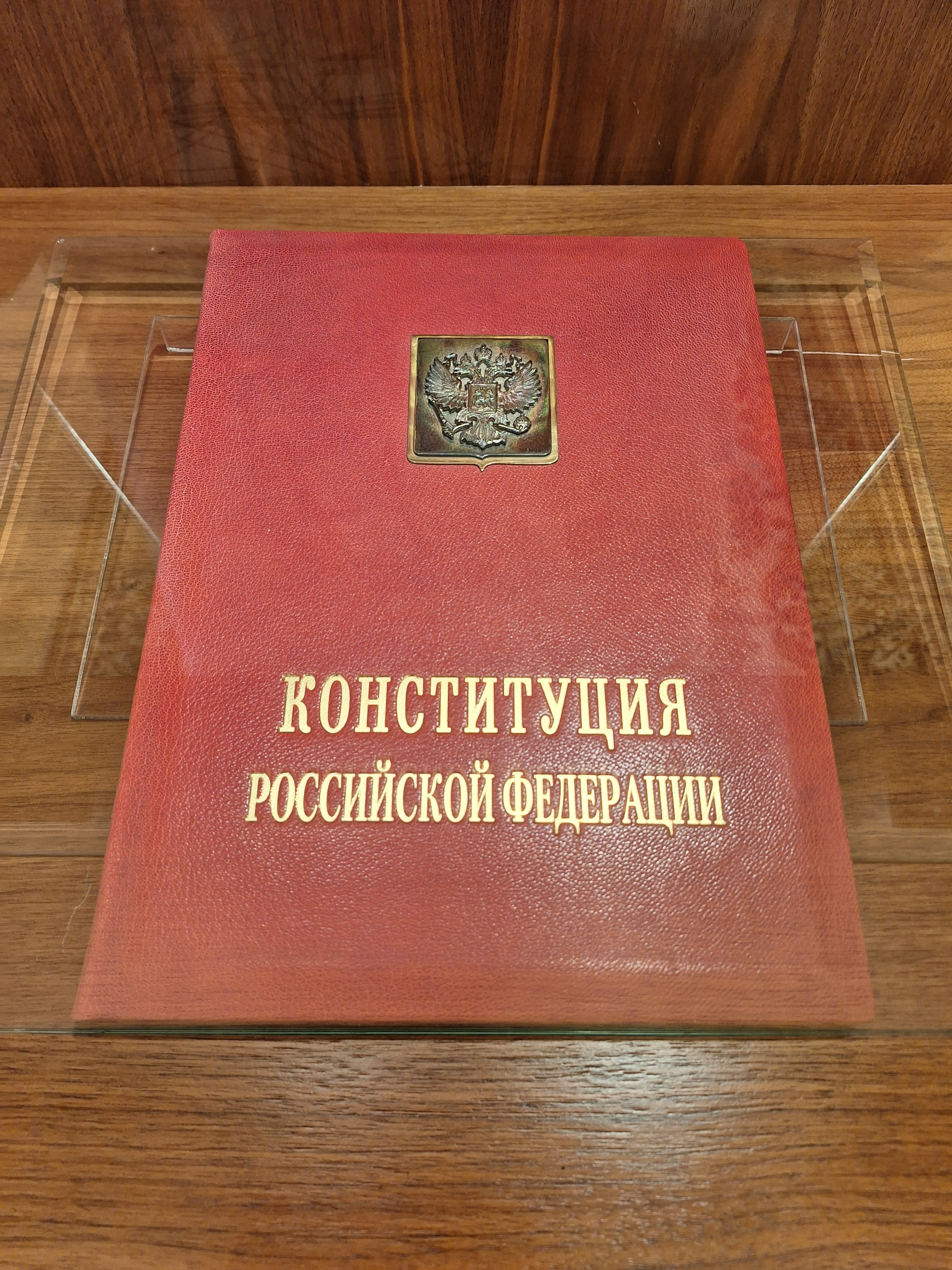
Специальный экземпляр Конституции Российской Федерации

Специальный экземпляр Конституции Российской Федерации представляет собой специально изготовленный единственный экземпляр официального текста Конституции Российской Федерации 1993 года, переплетённого кожей варана красного цвета, на обложке которой размещён накладной серебряный Государственный герб Российской Федерации и тиснёная золотом надпись «Конституция Российской Федерации». Специальный экземпляр конституции постоянно размещается в Библиотеке президента Российской Федерации (ротонда третьего этажа северо-восточной части здания Сената Московского Кремля) и покидает её стены лишь для участия в процедуре вступления в должность (инаугурации) президента Российской Федерации.
Специальный экземпляр Конституции Российской Федерации был изготовлен в 1996 году, когда, накануне повторного вступления Б. Н. Ельцина в должность президента, был издан президентский указ № 1138 от 5 августа 1996 года «Об официальных символах президентской власти и их использовании при вступлении в должность вновь избранного президента Российской Федерации». На основании этого акта предназначенный для принесения присяги текст Конституции Российской Федерации, оформленный в виде специального издания, выполненного в единственном экземпляре, получил формальный статус одного из трёх официальных символов президентской власти, которые передаются уходящим президентом вновь вступающему в должность после принесения последним присяги.
Официальное описание данного символа президентской власти никогда не утверждалось.
Однако за сутки до назначенной на 7 мая 2000 года своей инаугурации исполняющий обязанности президента Российской Федерации — председатель Правительства Российской Федерации В. В. Путин указом № 832 от 6 мая 2000 года «О внесении изменений и дополнения в некоторые указы президента Российской Федерации» отменил указ от 5 августа 1996 года о президентских регалиях. После этого специальный экземпляр текста Конституции утратил официальный статус символа президентской власти и сейчас считается таковым лишь по традиции (именно на нём присягали В. В. Путин в 2000, 2004, 2012 и 2018 годах и Д. А. Медведев в 2008 году).

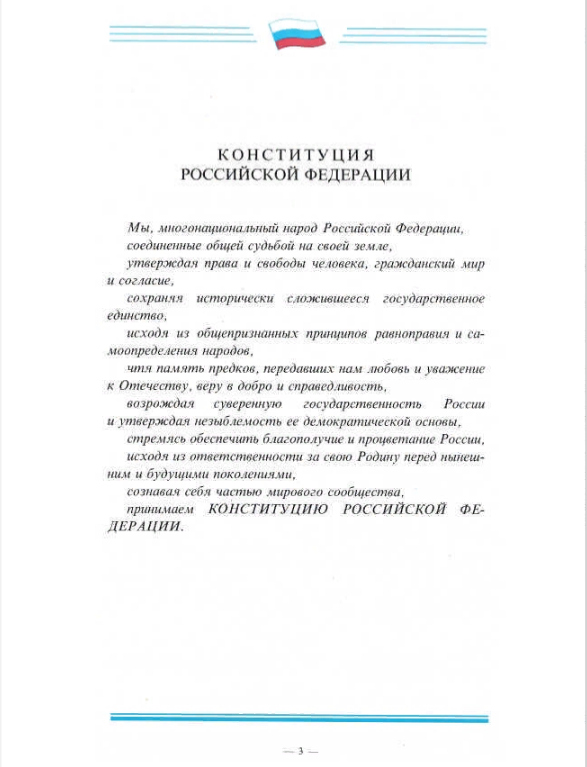
3 страница специального экземпляра Конституции России
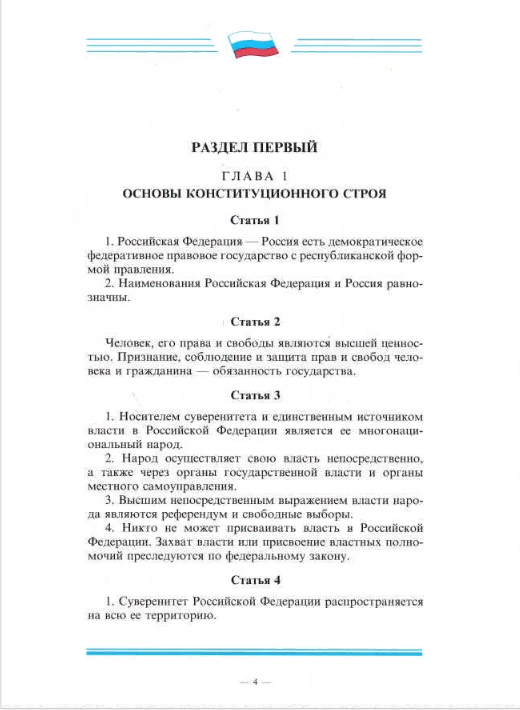
4 страница специального экземпляра Конституции России
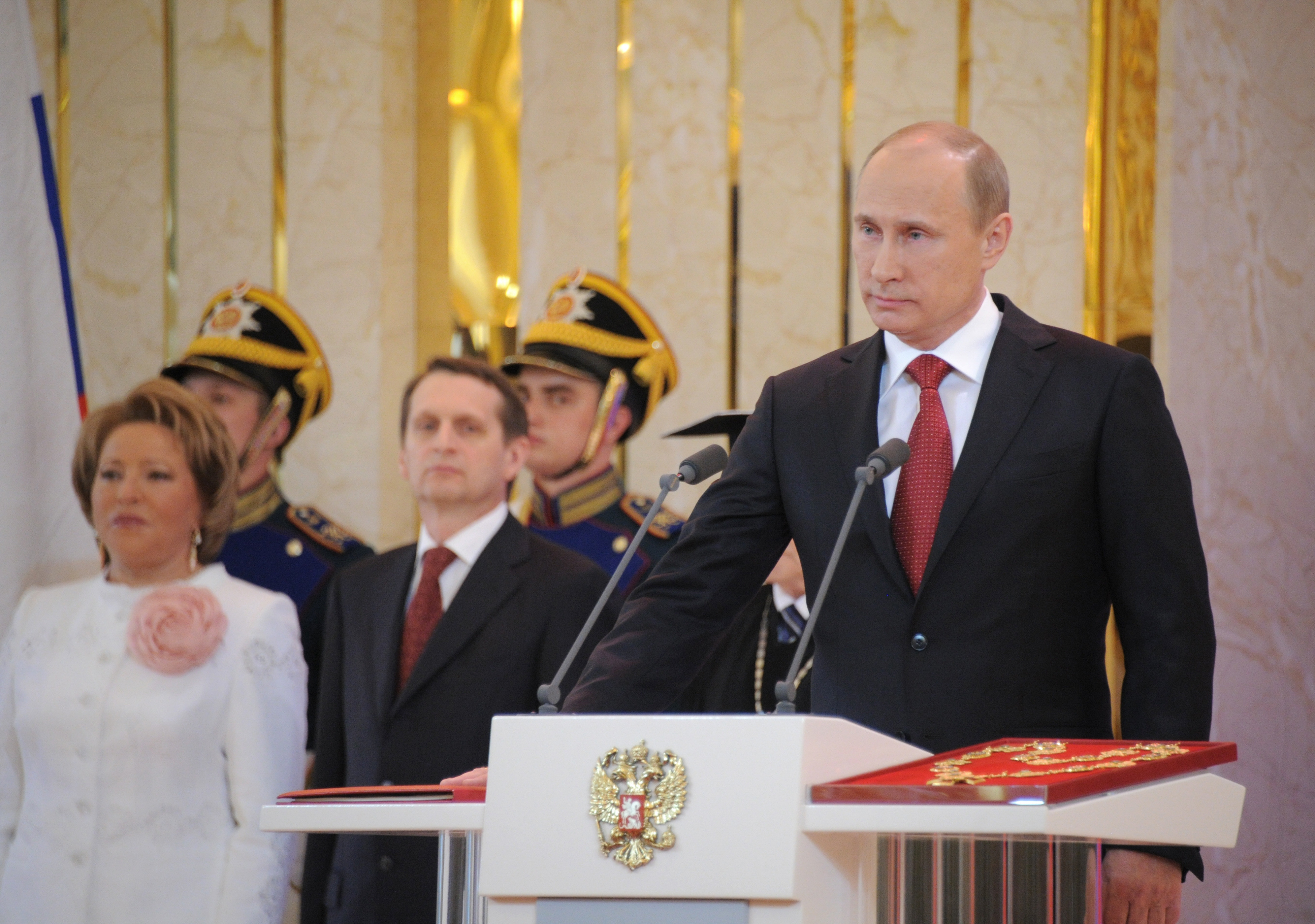
Владимир Путин произносит текст присяги на инаугурации, держа правую руку на специальном экземпляре Конституции, по левую руку расположен знак президента
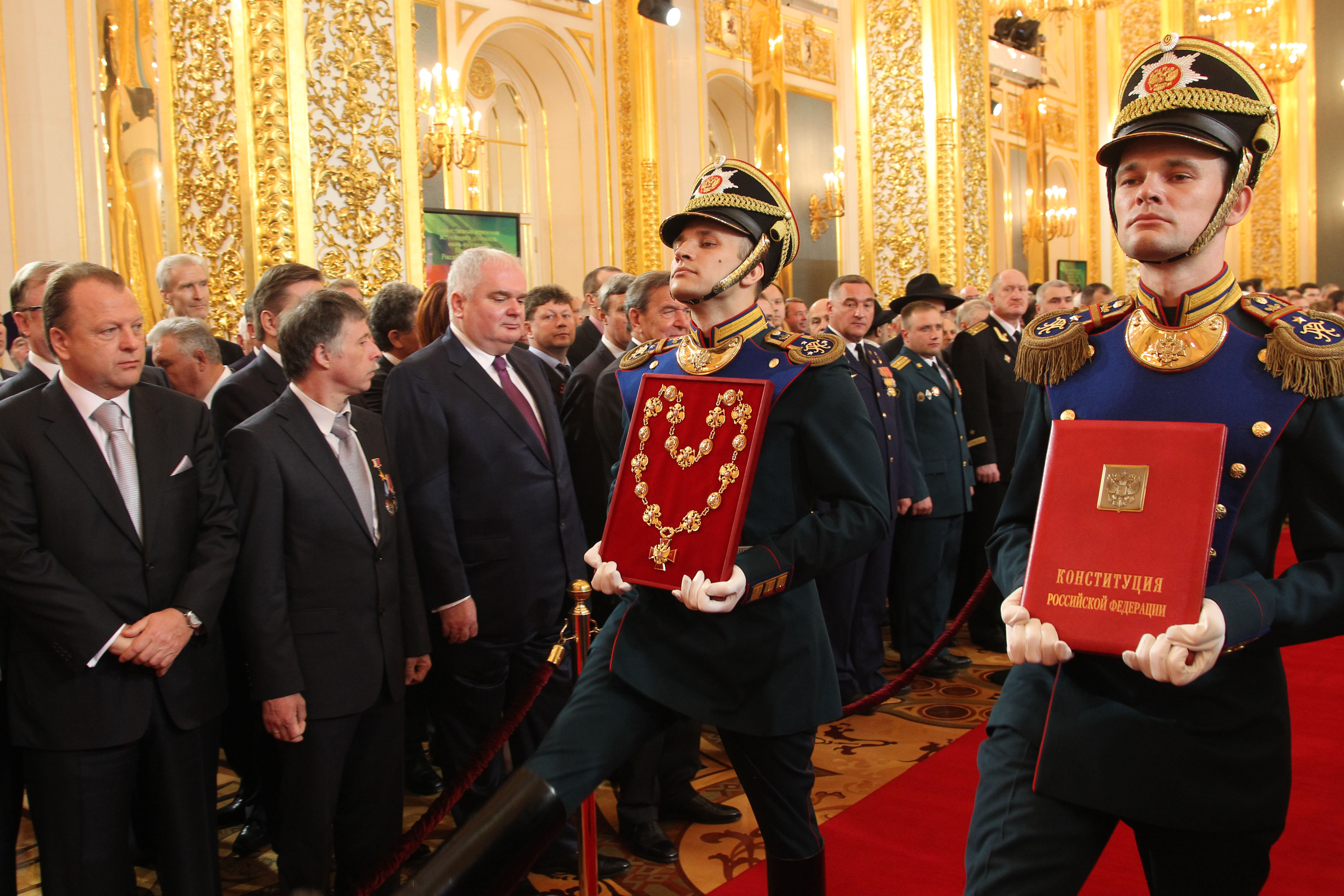
Солдаты президентского полка выносят специальный экземпляр Конституции и знак президента во время церемонии инаугурации 7 мая 2012 года
Неофициальный штандарт, использовавшийся на церемонии инаугурации 10 июля 1991 года